# Jaakko Friman
Jaakko Johannes Friman (ur. 13 stycznia 1904 w Tampere, zm. 17 lutego 1987 tamże) – fiński łyżwiarz szybki, brązowy medalista olimpijski.

## Kariera
Największy sukces w karierze Jaakko Friman osiągnął w 1928 roku, kiedy podczas igrzysk olimpijskich w Sankt Moritz zdobył brązowy medal w biegu na 500 m. W zawodach tych wyprzedzili go jedynie jego rodak Clas Thunberg oraz Norweg Bernt Evensen, którzy ex aequo zajęli pierwsze miejsce. Także Friman nie stanął sam na najniższym stopniu podium, ex aequo trzecie miejsce zajęli też Amerykanin John Farrell i Norweg Roald Larsen. Był to jedyny start olimpijski Frimana. Nigdy nie zdobył medalu na mistrzostwach świata, jego najlepszym wynikiem było siedemnaste miejsce wywalczone podczas mistrzostw świata w Oslo w 1929 roku. Czterokrotnie zdobywał medale mistrzostw Finlandii, w tym złoty na dystansie 500 m w 1929 roku.